# Tomi Poikolainen
Tomi Jaakko Poikolainen (Helsinki, 27 dicembre 1961) è un ex arciere finlandese.
Ha vinto due medaglie olimpiche nel tiro con l'arco. In particolare ha conquistato la medaglia d'oro alle Olimpiadi di Mosca 1980 nella gara individuale uomini e la medaglia d'argento alle Olimpiadi di Barcellona 1992 nella gara a squadre.
Ha partecipato a cinque edizioni dei giochi olimpici: oltre a quelle del 1980 e del 1992, ha infatti preso parte alle Olimpiadi 1984, alle Olimpiadi 1988 e alle Olimpiadi 1996.